# Alpina chalybaeus
Alpina chalybaeus là một loài bướm đêm trong họ Geometridae.